# NGC 1041
NGC 1041 este o galaxie lenticulară situată în constelația Balena. A fost descoperită în 17 noiembrie 1881 de către Édouard Stephan⁠(d). Se află la o distanță de 70,79 de megaparseci de Pământ.